# Экономика Германии
Экономика Германии — развитая экономика страны-члена Евросоюза. ВВП на душу населения по ППС в 2022 году составлял 117 % от среднего уровня по Евросоюзу, в то время как номинальный ВВП на душу населения — 124,77 %. Экономика Германии — крупнейшая экономика Евросоюза. Её характерными чертами являются ориентированность на экспорт, высококвалифицированная рабочая сила, консервативная налоговая политика, зависимость от импорта энергоносителей. На Германию приходится более 3 % мирового ВВП, однако это существенное падение по сравнению с 1980-ми годами, когда на ФРГ приходилось более 6 % мирового ВВП.

## История

### Средневековая Германия
В Средние века территория современной Германии была раздроблена на сотни королевств, герцогств и свободных городов. Основой промышленности были цеха, через свободные города велась торговля по всей Европе. Однако феодальная раздробленность не давала возможности собрать достаточно средств для начала колонизации новых территорий, поэтому экономике Германии приходилось полагаться на внутренние ресурсы. Следствием этого стало запоздалое начало промышленной революции.

### Германская империя
По состоянию на середину XIX века Германия была одной из самых отсталых в промышленном отношении территорий Европы. Промышленная революция в Германии началась в 1830—50-х годах. Она пользовалась большой поддержкой государства, сначала Пруссии, а позже объединённой Германии. Особенностью немецкой экономики в этот период было формирование крупных картелей, которые поддерживались банками; в отличие от США, Великобритании и других стран, в Германии картели не были запрещены. Первый картель (производителей соли) сформировался в 1828 году, к 1900 году было 275 картелей, а к 1908 году — более 500. В середине и второй половине XIX века были основаны многие ведущие концерны современной Германии, включая сталелитейный Krupp, электротехнический Siemens, химические BASF, Bayer и Hoechst.
В 1871 году была создана Германская империя. В 1871 году её население составляло 41 миллион человек, а к 1913 году оно увеличилось до 68 миллионов. Развитие промышленности шло быстрыми темпами, поскольку оно могло использовать технические наработки других стран и сочетать их с собственными инновациями, которые обеспечивались одной из лучших в мире научно-исследовательских баз. К началу XX века Германия стала крупнейшим в мире экспортёром промышленного оборудования.
С 1871 по 1890 год рейхсканцлером Германии был Отто фон Бисмарк. При Бисмарке Германия стала мировым новатором в создании государства всеобщего благосостояния. Немецкие рабочие пользовались медицинскими пособиями, пособиями по случаю несчастного случая и беременности и родам, столовыми, раздевалками и национальной пенсионной системой.
К началу Первой мировой войны немецкая промышленность перешла на военное производство.

### Веймарская республикаиТретий рейх
Поражение в Первой мировой войне и тяжёлые условия Версальского мира привели экономику в глубокий упадок. Наиболее ярким его проявлением стала гиперинфляция: курс национальной валюты упал с 8,9 рейхсмарок за доллар США в 1918 году до 4,2 трлн рейхсмарок в 1923 году. С середины 1920-х годов начался период сравнительного благополучия, который оборвала Великая депрессия. Поскольку этот период благополучия подпитывался займами нью-йоркских банков, Великая депрессия нанесла большой ущерб экономике Германии, что дополнялось политической нестабильностью.
В 1933 году к власти пришла национал-социалистическая партия во главе с Гитлером, которая начала проводить политику автаркии (экономической самоизоляции), государство делало крупные инвестиции в промышленность, что обеспечивало высокие темпы роста. С началом Второй мировой войны рост экономики поддерживался также эксплуатацией оккупированных территорий. С приближением поражения в войне началось резкое падение, в 1945 году, по приблизительным оценкам, ВВП страны сократилось на две трети.

### Послевоенный период
После окончания Второй мировой войны Германия была разделена на западную Германию (ФРГ) с капиталистической экономической системой и восточную (ГДР) с социалистической.
Начиная с 1948 года в Западной Германии наблюдалось «Немецкое экономическое чудо» — период быстрого роста; с 1951 по 1961 год валовый национальный продукт страны рос в среднем на 8 % в год, что было вдвое выше аналогичного показателя а Великобритании и США. «Чуду» на ранних этапах способствовали эффективное экономическое управление, финансовая помощь по плану Маршалла, квалифицированная, но дешёвая рабочая сила, уцелевшие остатки инфраструктуры, технологические наработки довоенного и военного периодов, демилитаризация экономики. В 1948 году рейхсмарка была заменена на немецкую марку, тогда же было отменено государственное регулирование цен и началось проведение других реформ Людвига Эрхарда. Эти реформы были направлены на создание социальной рыночной экономической системы — сочетание свободного рынка и низких налогов с эффективным антимонопольным регулированием и социальной защитой. Наряду с крупными концернами успешно развивался малый и средний бизнес.
Экономика Восточной Германии также на первых порах демонстрировала высокие темпы роста, ГДР стала основным поставщиком высокотехнологичного промышленного оборудования для стран социалистического лагеря. Позже, однако, темпы роста снизились, технологическое отставание от Западной Германии начало нарастать. К концу 1980-х годов ВВП на душу населения в ГДР составлял лишь 30 % от показателя ФРГ.

### Объединённая Германия
В 1990 году произошло объединение ФРГ с ГДР. Процесс оказался болезненным как для Западной, так и для Восточной Германии. Рост западногерманской экономики резко замедлился (до 1,2 % в год), поскольку значительные средства направлялись на приобретение и модернизацию предприятий ГДР; в Восточной Германии началось массовое закрытие неконкурентоспособных заводов; из 4 млн работников бывших госпредприятий в начале 1990-х годов 2,5 млн оказались без работы. Эти трудности потребовали увеличения налогов и роста государственного долга (в начале XXI века пятая часть федерального бюджета шла на выплату процентов по госдолгу). Дополнительной проблемой стали одни из самых высоких в мире зарплат, что снижало конкурентоспособность немецкой продукции. Германия продолжала оставаться в числе мировых лидеров в традиционных отраслях, таких как производство автомобилей, но слабо представлена в новых направлениях (микроэлектроника, нанотехнологии, 3D-печать, робототехника, Биофармакология и другие). В 2002 году официальной денежной единицей Германии стало евро.
В августе 2022 инфляция в Германии выросла до 8,8 % в годовом исчислении, это стало самым высоким уровнем почти за 50 лет. Рост произошёл несмотря на временные меры правительства, направленные на сдерживание инфляции. В августе 2022 энергоносители стоили на 35,6 % дороже, чем годом ранее.
Согласно опросу, проведённому Торгово-промышленной палатой Германии (DHIK) летом 2024 года, около 37 % производителей рассматривают сокращение производство или его релокацию за рубеж. В энергоемких производствах этот показатель составил 45 %. Из-за высоких цен на электроэнергию около трети предприятий сократили инвестиции в основные процессы. Представитель DHIK Ахим Деркс заявил что энергетическая политика правительства Германии не вызывает у бизнеса доверие и выразил опасения по поводу возможной деиндустриализации страны.

## ВВП и государственные финансы

### ВВП

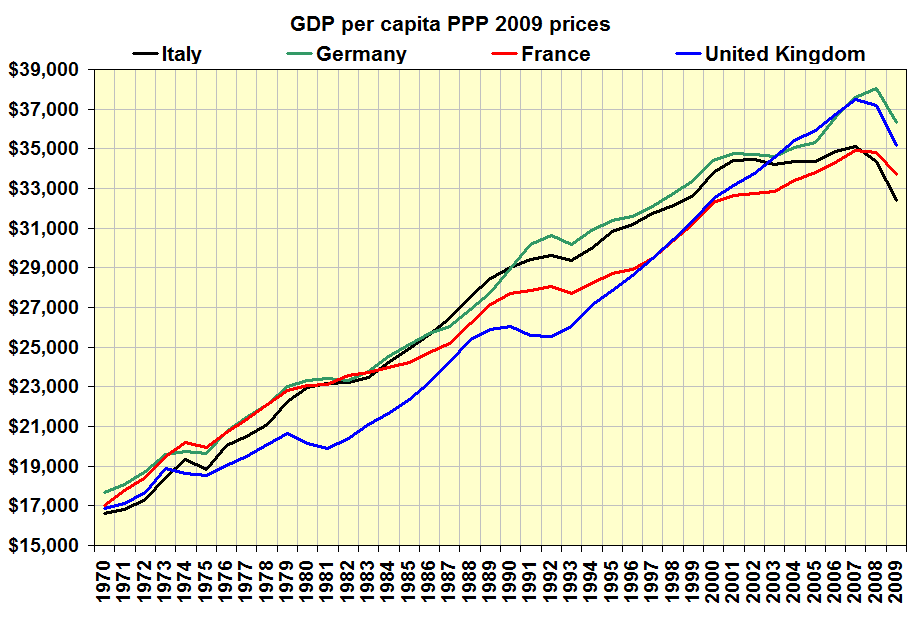
Динамика ВВП на душу населения по крупнейшим странам Еврозоны

Валовой внутренний продукт Германии в 2022 году составил 3,877 трлн евро, его распределение по отраслям:
- сельское хозяйство, лесничество и рыболовство — 35,7 млрд (0,9 %);
- промышленность — 841,8 млрд (21,7 %);
- строительство — 201,1 млрд (5,2 %);
- торговля, транспорт и отельно-ресторанный бизнес — 591,8 млрд (15,3 %);
- информация и телекоммуникации — 176,2 млрд (4,5 %);
- финансовые и страховые услуги — 139,0 млрд (3,6 %);
- операции с недвижимостью — 343,9 млрд (8,9 %);
- деловые услуги — 400,9 млрд (10,3 %);
- услуги госучреждений, образование и здравоохранение — 657,5 млрд (17,0 %);
- другие услуги — 121,7 млрд (3,1 %);
- налоги за вычетом субсидий — 367,2 млрд (9,5 %).

Ведущими землями по валовому региональному продукту в 2022 году были Северный Рейн-Вестфалия (€793,8 млрд, 20,5 % от ВВП страны), Бавария (€716,8 млрд, 18,5 %) и Баден-Вюртемберг (€572,8 млрд, 14,8 %), далее следовали Нижняя Саксония (8,8 %), Гессен (8,4 %), Берлин (4,6 %), Рейнланд-Пфальц (4,4 %), Саксония (3,8 %), Гамбург (3,7 %), Шлезвиг-Гольштейн (2,9 %), Бранденбург (2,3 %), Саксония-Анхальт (2,0 %), Тюрингия (1,8 %), Мекленбург-Передняя Померания (1,4 %), Бремен (1,0 %), Саар 1,0 %).

### Государственный бюджет
В период с 2012 по 2019 год федеральный бюджет Германии был профицитным, а начиная с 2020 года — дефицитным. В 2022 году доходы бюджета составили 1,821 трлн евро, в том числе 947 млрд — налоги, 667 млрд — взносы социального страхования. Расходы составили 1,918 трлн евро, включая социальные выплаты (619 млрд), социальные льготы в натуральной форме (355 млрд), зарплаты госслужащим (308 млрд), промежуточное потребление (238 млрд), валовое накопление капитала (101 млрд). Дефицит бюджета составил 97 млрд евро (2,5 % от ВВП).

### Госдолг ФРГ
Госдолг (задолженность федерального правительства, правительств земель и местных органов власти) в 2022 году составил 2,57 трлн евро (66,4 % от ВВП); за год долг вырос на 71 млрд евро. В то же время из-за роста процентных ставок обслуживание долга выросло с 4 млрд евро в 2021 году до 40 млрд евро в 2023 году.

#### «Долговой тормоз» (с 2016 г.)
Государственный бюджет ФРГ и бюджеты земель должны сводиться без дополнительных заимствований (статья 109 Конституции ФРГ).
Исключение сделано для госбюджета, определён (статья 115) максимально допустимый уровень дефицита — 35 % ВВП.
Этот механизм, «долговой тормоз» (Schuldenbremse), закреплён в Конституции ФРГ в 2009 г. и стал обязательным для соблюдения с 2016 г.

## Сельское хозяйство
Германия обладает высокопроизводительным сельским хозяйством. Сельскохозяйственные угодья занимают 48 % территории страны, в том числе пашня — 34 %, пастбища — 13 %, постоянные культуры — 0,6 %. По большинству видов сельскохозяйственной продукции производство превышает потребление.
До объединения Германии имелись значительные различия между западной и восточной частями. В ФРГ преобладали небольшие семейные фермы, лишь 5 % ферм имели более 50 га земли. В ГДР сельское хозяйство было построено на крупных аграрных кооперативах. К концу XX века различия начали стираться, всё большая доля аграрной продукции стала приходится на крупные сельскохозяйственные предприятия, а количество занятых в аграрной секторе сокращалось.

#### Животноводство
Около 70 % товарной продукции сельского хозяйства даёт животноводство.
Бройлерное производство, производство яиц, говядина, а также свиноводство концентрируются в крупных животноводческих хозяйствах, не занимающихся растениеводством.
Скотоводство — основная отрасль животноводства в Германии, оно даёт более 2/5 всей товарной продукции сельского хозяйства, причём основная часть приходится на молоко (около ¼)(?). Второе место по значению занимает свиноводство. Самообеспеченность страны по молоку и говядине систематически превышает 100 %, но по свинине составляет менее 4/5.
Скотоводство молочно-мясного направления наиболее характерно для хорошо увлажняемых приморских, альпийских и предальпийских районов, богатых лугами и пастбищами, а также для периферии городских агломераций. Из-за довольно холодной зимы распространено стойловое содержание скота. Свиноводство развито повсеместно, но особенно в районах, близких к портам ввоза импортных кормов, районам возделывания сахарной свёклы, картофеля и кормовых корнеплодов.

#### Растениеводство
Основными сельскохозяйственными культурами являются пшеница, ячмень, кукуруза и сахарная свёкла; на менее плодородных землях выращивают рожь, овёс, картофель и кормовую свёклу.
На Германию приходится несколько более 1/5 общего производства зерна в Европейском союзе, ржи — 3/4 сбора, овса — около 2/5, ячменя — более 1/4. Значительные объёмы производства кормов для животноводства, особенно ячменя, который также используется при производстве пива, считающегося в Германии национальным напитком (потребление на душу населения — около 145 л в год); некоторые сорта ярового ячменя выращиваются специально для использования при производстве пива. Крупнейший в мире ареал хмелеводства Халлертау расположен в Баварии.
Кормовых культур значительно больше, чем продовольственных, так как большое количество кормового зерна, особенно кукурузы, импортируется. Тем не менее, по данным Всемирного банка в 2012 году страна занимала седьмое место в мире по экспорту пшеницы (6,2 млн тонн).
Большое значение имеет выращивание кормовых корнеплодов (кормовой свёклы и др.), кукурузы на зелёный корм и силос, люцерны, клевера и других кормовых трав. Из масличных наибольшее значение имеет рапс, посевы которого более чем в 10 раз превышают посевы подсолнечника.
Теплый климат речных долин, межгорных котловин и низменностей юго-западной Германии благоприятствует возделыванию таких культур, как табак и овощи; последние выращивают также в зоне приэльбских маршей ниже Гамбурга и в районе Шпревальда к югу от Берлина.
Фруктовые насаждения особенно характерны для горных склонов Южной Германии, низовьев Эльбы под Гамбургом, района Хафельских озёр около Потсдама и окрестностей Галле. Своими садами славятся долины Верхнего Рейна, Майна, Неккара и Нижней Эльбы.
Виноградарство превосходит по товарной продукции, плодоводство и овощеводство вместе взятые. Виноградники расположены в основном в долинах Рейна, Мозеля и других рек южной Германии, а также в долине Эльбы под Дрезденом.

#### Лесничество и рыболовство
Лесами (в основном хвойными) покрыто около 30 % территории Германии, в основном в горах и на возвышенностях. Широко распространены лесонасаждения ели. Собственное производство покрывает около половины потребности в древесине и целлюлозе, остальное импортируется из Скандинавии и Восточной Европы.
Рыбный промысел начал приходить в упадок с 1970-х годов из-за истощения запасов Северного моря. Главными центрами переработки рыбы и других морепродуктов являются Бремерхафен, Куксхафен и Гамбург.

## Промышленность
Суммарный оборот компаний промышленности Германии в 2020 году составил 2,1 трлн евро, из них 459 млрд евро пришлось на автомобильную промышленность; другими важнейшими отраслями промышленности страны являются машиностроение, химическая промышленность и электротехническая промышленность. Почти половина продукции промышленности экспортируется, в промышленности занято 7,5 млн человек, из них 2 млн входят в профсоюз IG Metall.
Крупнейшие немецкие концерны имеют свои филиалы, производственные и научно-исследовательские мощности по всему миру. Среди них — автомобильные концерны Volkswagen, BMW, Mercedes-Benz, химические Bayer, BASF, Henkel Group, конгломерат Siemens, энергетические — E.ON и RWE, группа Bosch.

#### Добывающая промышленность
Большинство запасов полезных ископаемых были исчерпаны ещё в XX веке. Наиболее значимыми являются месторождения битуминозного и бурого угля, а также поваренной соли и калийных солей. На севере Германии в небольших количествах ведётся добыча нефти и природного газа.

#### Металлургия
Чёрная металлургия в Германии в настоящее время уже не является ведущей отраслью промышленности и базируется на импортируемом сырье, что обуславливает географическое прибрежное расположение основных металлургических центров. Главный район концентрации чёрной металлургии — запад Рурского каменноугольного бассейна, Саарбрюкен и его окрестности, Бремен, Франкфурт-на-Майне, Бранденбург, Зальцгиттер и Оснабрюк. Крупнейшими производителями стали являются ThyssenKrupp, ArcelorMittal Bremen (немецкий филиал международной группы ArcelorMittal) и Salzgitter AG.
Германия является крупнейшим производителем стали в Евросоюзе, однако в мире занимает лишь 7-е место, произведя 36,8 млн т стали в 2022 году, что составило 2 % от мирового производства (на Китай пришлось 54 %).
Цветная металлургия, так же как и чёрная металлургия, базируется на импортном первичном сырье и на собственном и импортном ломе цветных металлов. Соответственно большинство центров располагается на побережье. Среди них — Галле, Райнфельден, Гамбург, Рурский промышленный район. Выплавка черновой меди сосредоточена почти полностью в Гамбурге и Люнене, рафинированной — в них же, а также в Оснабрюке, Любеке, Хеттштедте. Немецкая компания Aurubis — крупнейший производитель меди в Европе.

#### Химическая промышленность
Ещё в конце XIX века Германия стала мировым лидером в данной сфере. Большинство крупнейших химических предприятий расположено в долинах Рейна или его притоков; важнейшими промышленными центрами являются Людвигсхафен (концерн BASF), Леверкузен со штаб-квартирой и крупнейшим заводом концерна Bayer, Кёльн, Весселинг, Дормаген, Марль, Гельзенкирхен, Крефельд. Районы высокой концентрации химической промышленности возникли также в агломерации Рейн-Майн с главным центром Франкфурт-на-Майне (концерн Hoechst), на Верхнем Рейне с центрами Людвигсхафен (концерн BASF), на Нижней Эльбе, также таким районом является Саксонский химический треугольник. По состоянию на 2019 год немецкая химическая промышленность занимала 4-е место в мире после Китая, США и Японии с долей около 4 %. Наибольшее значение имеют нефтехимия и производство специализированных химикатов, в меньшей мере полимеры, неорганические химикаты и бытовая химия.
Химическая промышленность является третьей крупнейшей отраслью экономики Германии, её оборот в 2021 году составил 227,1 млрд евро, в ней работают 2230 компаний, у которых в сумме 473 тыс. сотрудников. На экспорт идёт 60 % продукции, в основном в другие страны Евросоюза. В 2022 году в отрасли наблюдался спад на 10 % из-за энергетического кризиса, поскольку отрасль зависит от импорта нефти и газа как в качестве энергоносителей, так и сырья для нефтехимии.

#### Машиностроение
Одной из опор немецкой экономики является чрезвычайно диверсифицированное, многоотраслевое машиностроение. Оно состоит из нескольких частей, наиболее развитыми из которых являются автомобилестроение, станкостроение, производство оборудования для предприятий, вычислительной техники, электротехники.
Машиностроение считается отраслью промышленности страны с наибольшим числом предприятий. Здесь преобладают малые и средние предприятия (менее 200 сотрудников).

#### Электротехническая промышленность
Германия ещё с конца XIX века зарекомендовала себя в качестве крупнейшего экспортёра электротехнического и электронного оборудования.
Международное признание в данной сфере получили такие концерны, как Siemens (наиболее крупная ТНК в отрасли), Hager, Bosch и т. д.
Лидирует в электротехнической промышленности Бавария. Крупнейшие центры — Берлин, Мюнхен, где находится штаб-квартира и группа заводов концерна «Сименс», а также Нюрнберг с Эрлангеном, Франкфурт-на-Майне, Штутгарт, Кёльн и др.
В структуре электротехнической промышленности ФРГ выделяется как производством дорогостоящей продукции промышленного назначения (генераторы, кабели, трансформаторы), использующее большое количество цветных металлов, специальных сортов стали, так и выпуском бытовых товаров длительного пользования (холодильников, стиральных машин, микроволновых печей, пылесосов и др.).
Быстрое развитие электротехнической промышленности в ФРГ связано с внедрением информационных технологий, созданием атомной промышленности и с заказами военно-промышленного комплекса.
Из электротехнической промышленности выделилась электронная индустрия — самая наукоемкая отрасль современного машиностроения.

#### Судостроение

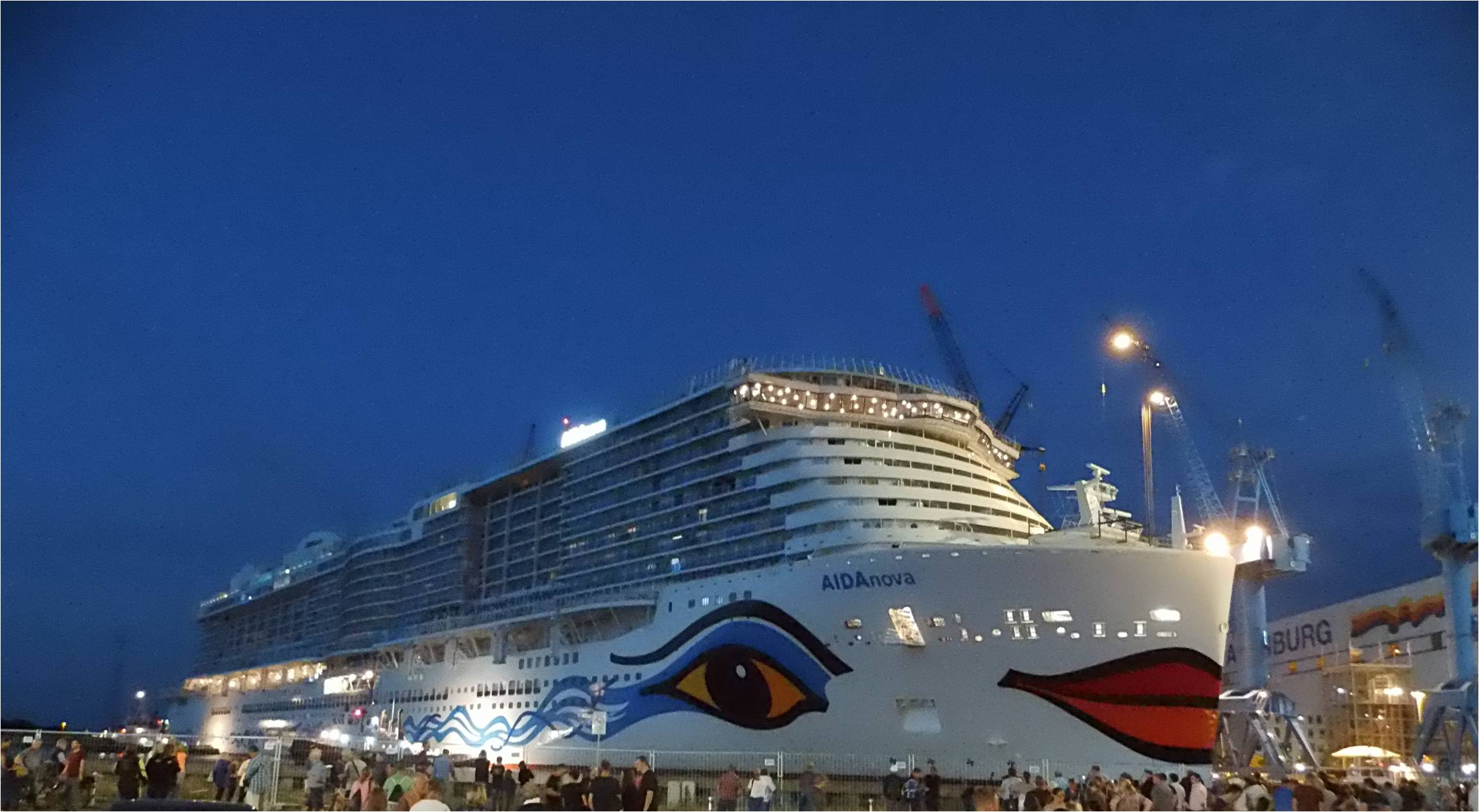
Круизный лайнер AIDAnova на верфи Майер, 2018 год

Судостроение в Германии хорошо развито. Хотя крупные торговые суда (танкеры, балкеры, контейнеровозы) производятся в основном в Китае, Южной Корее и Японии, по пассажирским судам Германия занимает одно из ведущих мест в мире. Основная специализация — круизные лайнеры, речные прогулочные суда, яхты, а также военные корабли. Большинство выпускаемых в Германии судов работают на сжиженном газе.
Военное кораблестроение достигло в 2009 году стабильных продаж, и поскольку заказы собственных германских ВМС не в состоянии полностью загрузить имеющиеся мощности, кораблестроение страны очень сильно зависит от экспорта, от иностранных заказов. Очень хорошие результаты показали в 2009 году судоремонт и конверсия, достигнув отметки 1 миллиард евро.
Крупнейшие верфи страны: Flensburger Schiffbau-Gesellschaft, ThyssenKrupp Marine Systems, Lürssen, Aker Yards Germany и Meyer Werft.

#### Аэрокосмическая промышленность
Оборот аэрокосмической промышленности в 2022 году составил 39 млрд евро, это третий показатель в Европе после Великобритании и Франции. Отрасль в основном сосредоточена на производстве комплектующих, в Германии расположено несколько производственных плошадок Airbus Group. Быстрыми темпами развивается производство беспилотных летательных аппаратов.

#### Военно-промышленный комплекс
С окончания холодной войны Германия целенаправленно сокращала свои вооружённые силы, но при этом имеет развитый военно-промышленный комплекс, в Европе уступающий лишь британскому и французскому. Оборот отрасли составляет около 30 млрд долларов, в ней занято 135 тыс. человек. Наибольшее значение имеет такая продукция, как системы противовоздушной обороны и радиоэлектронной борьбы, барражирующие боеприпасы, высокоточные боеприпасы, артиллерийские системы, танки, бронетранспортёры, дизель-электрические подводные лодки, системы связи. Среди крупнейших производителей вооружений — компании Rheinmetall, Diehl BGT Defence, Krauss-Maffei Wegmann, ThyssenKrupp, электронных систем и программного обеспечения военного назначения — Rohde & Schwarz, Blackned, Helsing, Hensoldt. Кроме этого Германия участвует в европейских аэрокосмических и оборонных проектах, включая Eurofighter Jagdflugzeug (производство истребителей), MBDA (производство ракет), Airbus Helicopters (производство вертолётов).
В 2022 году Германия заняла 6-е место в мире по экспорту оружия (после США, Франции, России, Китая и Италии) с долей 4,7 %. Боевой танк «Леопард-2» является самым коммерчески успешным танком в мире.

#### Лёгкая промышленность
Несмотря на достаточно развитую лёгкую промышленность, Германия является нетто-импортёром продукции легпрома. Традиционными текстильными районами Германии считаются Рурский промышленный район с центрами в Крефельде, Бергишес-Ланд, Мюнстерланде, также юго-восточная часть страны — Аугсбург и северо-восток Баварии, а также Берлин.

#### Пищевая промышленность
Пищевая промышленность: основными отраслями здесь являются виноделие и пивоварение. В Германии производится около 4000 сортов пива, одна треть общего объёма пивоваренной продукции приходится на экспорт.
Хотя Германия известна как «пивная страна», с 2001 года её жители покупают вина больше, чем пива. В 2005 году, по данным «Немецкого института вина», объём потребляемого вина в абсолютных цифрах составил около 16 млн гектолитров, при этом в структуре потребляемых вин основную часть (около 40 %) занимают напитки производства самой Германии, около 13 % занимают вина Франции, немногим меньше — вина Испании.
Виноделие развито в долине Рейна и к западу от него.
Длящийся с начала этого века бум на потребление вина привёл к тому, что инвестиции в винодельческую отрасль, в её качественный рост, составили бо́льшую долю затрат производителей, стремящихся удовлетворить и количественный, и качественный рост спроса на вино в стране.
Крупнейшими компаниями пищевой промышленности Германии являются Südzucker (крупнейший в мире производитель сахара), DMK Deutsches Milchkontor (объединение 7 тыс. молочных ферм и молокозаводов Германии), Dr. Oetker (многопрофильная продовольственная группа, в первую очередь известная хлебопекарскими смесями), Nestlé Deutschland (немецкий филиал швейцарской группы Nestlé), FrieslandCampina Germany (филиал датской молочной группы FrieslandCampina), Dallmayr (кофе, деликатесы).

##### Прочее
Страна славится своей оптикой (Carl Zeiss) и точной механикой (например, Германия занимает далеко не последнее место по объёмам и качеству производимых в мире часов и часовых механизмов).
Также развито производство детских игрушек, товаров и продуктов для моделирования.

## Энергетика
Оценочные суммарные извлекаемые запасы природных энергоносителей Германии, рассчитанными на основе информации EIA (на декабрь 2015 года), составляли 14,94 млрд тут (или почти 1,2 % от общемировых, включающих показатели 179 стран), при этом около 99 % запасов приходится на уголь. По потреблению всех видов энергии на душу населения Германия занимает 31-е место в мире. Энергетическая зависимость Германии по группам энергоносителей и в целом характеризуется следующими зависимостями

EES EAEC. Энергетическая зависимость Германии, 1990—2019 гг., %

Примечание: Энергетическая зависимость показывает, в какой степени экономика зависит от импорта для удовлетворения своих энергетических потребностей. Рассчитывается из отношения импорта-нетто (импорт минус экспорт) на сумму валового внутреннего потребления первичных энергоносителей и бункерного топлива. 

#### Уголь
Первое место среди немецких энергоресурсов занимает (2000-е[уточнить]) бурый уголь. Крупнейшие залежи имеются в Рейнской области, на юге, в Бранденбурге и Саксонии. Запасы, считающиеся пригодными для разработки, оцениваются примерно в 35,9 млрд тонн (2019 год). В 2020 году добыча угля составила 115 млн т, ещё 30 млн т было импортировано.
Важнейшими каменноугольными бассейнами являются рейнско-вестфальский (знаменитый Рурский бассейн) и саарский регионы. Залежи каменного угля оцениваются в пределах 24 млрд тонн.
В 1950 году доля данного вида сырья в потреблении первичной энергии составляла 73 %, к 2001 году она снизилась до 13 %.
Большинство угольных шахт Германии убыточны и не могли существовать без поддержки государства. В конце 2018 года в Германии закрылась последняя каменноугольная шахта (шахта Prosper-Haniel, её превратят в гигантскую солнечную электростанцию), но страна остаётся крупным производителем бурого угля.
Сейчас Германия импортирует из России почти половину того каменного угля, на котором работают немецкие электростанции («Столь большой доли рынка в Германии нет ни у российского газа, ни у российской нефти»), после закрытия угольных шахт у России есть шанс нарастить экспорт угля в страну.
Помимо экономических причин непопулярности угля в стране, существуют и экологические. Так, немецкое правительство работает над планом по отказу от использования угля как самого вредного для глобального климата ископаемого энергоносителя.
По данным Politico, Германия в 2022 году столкнется с дефицитом угля, связанным с санкциями против России и логистическими трудностями. По оценке Рудольфа Ючелки, профессора экономической географии Университета Дуйсбург-Эссена, дефицит угля в Германии будет особенно болезненным для сталелитейной и химической промышленности, а также производства электроэнергии.

#### Нефть
Доля нефти в обеспечении энергией также сократилась вследствие резко увеличившихся в 1970-е годы цен на нефть. В 2001 году она составила 38,5 %, тем не менее, нефть остаётся важнейшим энергоносителем в стране. Собственная добыча в 2021 году была на уровне 135 тыс. баррелей в день, а потребление нефтепродуктов составляло 2,35 млн баррелей в день. Запасы нефти оцениваются в 115 млн баррелей.
Более чем на 9/10 нефти импортируется из Алжира, Саудовской Аравии, Ливии и других стран. Старый центр нефтепереработки — Гамбург, а новые возникли во внутренних районах — Рейнско-Рурском, на юго-западе и в Баварии.
На нефтеперерабатывающие заводы нефть поступает по нефтепроводам из портовых городов Вильгельмсхафен, Роттердам (Нидерланды), Марсель (Франция), Генуя и Триест (Италия). В восточной Германии главный НПЗ находится в городе Шведт, куда нефть поступает из России.

#### Газ
Что касается природного газа, то его запасы в 2021 году оценивались в 23,39 млрд кубометров. Добыча природного газа в 2022 году составила 4,3 млрд м³, а потребление — 77,3 млрд м³. Основными источниками импорта природного газа являются месторождения в Северном море (сектора Нидерландов и Норвегии), а для восточной Германии — Россия.

#### Электроэнергетика
Установленная мощность электростанций Германии по состоянию на 2020 год составляла 248,3 млн кВт (6-е место в мире), из них на ТЭС на ископаемом топливе пришлось 40,5 %, на атомные электростанции — 11,1 %, на солнечные — 9,2 %, на ветряные — 23,9 %, на ГЭС — 4,5 %, на ТЭС на биомассе — 10,4 %.
Потребление электроэнергии составило 500 млрд кВт-ч (9-е место в мире), экспорт — 67 кВт-ч, импорт — 48 кВт-ч, потери при передаче — 26 млрд кВт-ч.

#### Ядерная энергетика
Официальная дата начала атомной энергетики в Германии — 1 июля 1958 г., дата начала строительства реактора VAK KAHL (тип BWR, установленной мощностью-брутто 16 МВт).
Действующие АЭС Германии на 1 марта 2022 года и их основные характеристики приведены в таблице в соответствии с данными Федерального министерство окружающей среды, охраны природы, ядерной безопасности и защиты прав потребителей.
| Действующие АЭС Германии на 23 октября 2022 г. |                  |                                    |
| № п/п                                          | Наименование АЭС | Установленная мощность-брутто, МВт |
| 1                                              | Emsland          | 1400                               |
| 2                                              | Isar 2           | 1485                               |
| 3                                              | Neckarwestheim 2 | 1400                               |

Несмотря на то что работа всех трёх оставшихся АЭС должна была прекратиться к 31 декабря 2022 года, в октябре 2022 года федеральный канцлер ФРГ Олаф Шольц продлил их работу до 15 апреля 2023 года. Предполагается, что после этой даты ФРГ полностью откажется от атомной энергии в качестве источника энергии.

#### Водородная энергетика
Планы правительства состоят в превращении Германию в «водородную республику» и лидера по производству и применению «зеленого» водорода на мировом рынке.
Правительство ФРГ проводит активную климатическую политику и продвигает «Национальную водородную стратегию», целью которой является выполнение обязательств по сокращению выбросов парниковых газов к 2030 году; в рамках проекта предусматривается также широкое использование водорода в промышленности и развитие безвредных для климата технологий.

## Финансы и страхование
Функции центрального банка Германии выполняет Немецкий федеральный банк (Deutsche Bundesbank); он базируется во Франкфурте-на-Майне, где также расположена штаб-квартира Европейского центрального банка.
Крупнейшим банком страны является Deutsche Bank, однако по размеру активов в 2022 году он занимал лишь 8-е место в Европе и 23-е в мире; кроме него в число крупных коммерческих банков входят DZ Bank, Commerzbank, Landesbank Baden-Wuerttemberg, BayernLB и KfW. Также значительную роль в банковском секторе Германии играют кооперативные банки и потребительские союзы, крупнейшим объединением таких банков является Volksbanken und Raiffeisenbanken. Третий тип банковских учреждений — сберегательные кассы, обычно контролируемые муниципальными властями, крупнейшие среди них: Berliner Sparkasse, Frankfurter Sparkasse, Stadtsparkasse Munich. Из филиалов зарубежных банков наибольший вес имеют HypoVereinsbank (принадлежит итальянскому UniCredit), испанский Santander, нидерландский ING, HSBC Trinkaus & Burkhardt (принадлежит британскому HSBC).
Ведущей страховой компанией Германии является Allianz с обширной сетью филиалов в 70 странах мира. Также значительную роль играют Talanx и R+V Versicherung. Из зарубежных страховщиков на немецком рынке представлены итальянская компания Assicurazioni Generali, французская AXA и другие. Из трёх крупнейших перестраховочных компаний мира две немецкие — Munich Re и Hannover Re.
Основным фондовым рынком Германии является Франкфуртская фондовая биржа. В 2022 году она занимала 18-е место в мире по рыночной капитализации ($1,75 млрд).
К середине 2024 года резервирование рисков крупнейшими банками страны выросло почти на 50 %. Одной из причин тому стали кредиты компаниям и потребителям, находящимся в затруднительном положении. По информации агентства Bloomberg, экономика Германии испытывает трудности с тех пор, как российское вторжение в Украину положило конец эпохе низких цен на энергоносители. Рост стоимости кредитов привел страну к длительной стагнации. Количество корпоративных банкротств достигло самого высокого уровня за последние десять лет.

## Телекоммуникации и СМИ
По развитию связи Германия занимает одно из ведущих мест в мире. По состоянию на 2021 год здесь было 38,6 млн абонентов стационарной телефонии (46 линий на 100 жителей) и 106,4 млн абонентов мобильной связи (128 подключений на 100 жителей). Доступ к сети интернет имеет 91 % населения. Крупнейшая телекоммуникационная компания страны — Deutsche Telekom, она доминирует на рынке стационарной связи и занимает ведущую позицию на рынке мобильной связи (под брендом T-Mobile), где ей составляют конкуренцию немецкие филиалы британской компании Vodafone и испанской Telefónica (бренд O2). С 2019 года в стране развивается связь 5G, однако в сельской местности есть проблемы с покрытием.
Почтовые услуги предоставляет компания Deutsche Post AG, включающая дочернюю компанию DHL, одного из крупнейших в мире операторов международной доставки посылок.
Основной государственной телерадиокомпанией является Deutsche Welle («Немецкая волна»). Крупнейшим медиа конгломератом Германии является Bertelsmann, он включает группу телеканалов RTL, издательство Penguin Random House и звукозаписывающую компанию BMG, а также другие активы. Печатные средства массовой информации пользуются большой популярностью в Германии, здесь издаются сотни газет и тысячи других периодических изданий. Самый большой тираж у газеты Bild, также популярны национальные газеты Süddeutsche Zeitung, Frankfurter Allgemeine Zeitung, Die Welt, Die Zeit и другие. Наиболее известный немецкий журнал — Der Spiegel, в 2022 году его тираж составлял 724 тыс. экземпляров. В Германии работает около 2000 издательств, ежегодно печатается более 90 тыс. наименований книг, по этим показателям Германию превосходят только США.
Германия занимает значительное место на мировом рынке видеоигр. В Кёльне ежегодно проходит крупнейшая в мире выставка видеоигр Gamescom. Среди крупных разработчиков игр: Ubisoft Blue Byte, Crytek, Kalypso Media, Piranha Bytes и другие.

## Транспорт
Германия имеет развитую транспортную инфраструктуру. Протяжённость железных дорог по состоянию на 2020 год составляла 39,4 тыс. км, из них более половины электрифицировано (20,9 тыс. км). Железнодорожной сетью страны управляет государственное предприятие Deutsche Bahn. Протяжённость автодорог составляет 830 тыс. км, из них 13,2 тыс. км — скоростные автомагистрали.
В Германии зарегистрировано 20 авиакомпаний, национальным авиаперевозчиком является Lufthansa, включающая в себя также швейцарскую Swiss International Air Lines и австрийскую Austrian Airlines. В стране 539 аэропортов и аэродромов, включая 49 гражданских аэропортов, 21 военный и 6 смешанного использования. Также есть 23 гелипорта.
В транспортном речном сообщении основную роль играют Рейн и канал Рейн — Майн — Дунай; общая протяжённость судоходных участков рек — 7300 км. Основные речные порты: Бремен и Бремерхафен (на реке Везер); Дуйсбург, Карлсруэ, Нойс, Дюссельдорф (на Рейне), Любек (на реке Траве), Брунсбюттель и Гамбург (на Эльбе).
Крупнейшими морскими портами по контейнерному грузообороту являются Гамбург (8,72 млн TEU в 2021 году) и Бремерхафен (5,02 млн TEU), а также Брунсбюттель, Эмден и Вильгельмсхафен (все на Северном море), Росток и Киль (на Балтийском море). Торговый флот Германии насчитывает 592 судна (по данным на 2022 год), в том числе 72 контейнеровоза и 34 танкера.
Сеть трубопроводов включает 27 тыс. км газопроводов, 2,4 тыс. км нефтепроводов, 4,5 тыс. км трубопроводов для нефтепродуктов.

## Внешняя торговля и инвестиции

### Экспорт и импорт
Начиная с 1952 года торговый баланс ФРГ был неизменно положительным. В 2022 году общий объём внешней торговли (сумма импорта и экспорта) составил 3,014 трлн евро, крупнейшими торговыми партнёрами были Китай (299 млрд евро), США (248 млрд евро), Нидерланды (230 млрд евро), Франция (185 млрд евро), Польша (168 млрд евро), Италия (160 млрд евро), Австрия (146 млрд евро), Швейцария (126 млрд евро), Бельгия (124 млрд евро), Чехия (113 млрд евро), Великобритания (112 млрд евро), Испания (86 млрд евро), Норвегия (73 млрд евро), Венгрия (60 млрд евро), Турция (52 млрд евро), Россия (50 млрд евро). Торговый баланс составил +82 млрд евро, наиболее положительным он был с США, Францией, Великобританией, Австрией, Швейцарией, Италией и Польшей, а наиболее отрицательным — с Китаем, Норвегией, Россией, Ирландией и Вьетнамом.
В 2022 году экспорт составил 1,577 трлн евро, в том числе в США (9,9 %), Францию (7,4 %), Нидерланды (7,0 %), Китай (6,8 %), Польшу (5,7 %), Австрию (5,6 %), Италию (5,6 %), Великобританию (4,7 %), Швейцарию (4,5 %), Бельгию (3,9 %), Чехию (3,4 %), Испанию (3,1 %). Главными экспортными товарами были автомобили (246 млрд евро, 15,6 % экспорта), промышленное оборудование (13,1 %), химикаты (10,4 %), компьютерная, электронная и оптическая продукция (8,4 %), фармацевтические препараты (7,7 %), электрооборудование (6,9 %), основные металлы (5,2 %), продукты питания (4,5 %), изделия из резины и пластмассы (3,6 %), изделия из металла (3,2 %).
Импорт составил 1,495 трлн евро, в том числе из Китая (12,8 %), Нидерландов (8,0 %), США (6,2 %), Польши (5,2 %), Италии (4,8 %), Франции (4,6 %), Бельгии (4,2 %), Норвегии (4,2 %), Чехии (3,9 %), Австрии (3,9 %), Швейцарии (3,7 %). В основном ввозились компьютерная, электронная и оптическая продукция (10,0 %), химикаты (9,3 %), автомобили (8,8 %), нефть и природный газ (8,6 %), промышленное оборудование (7,0 %), электрооборудование (7,0 %), основные металлы (6,4 %), фармацевтические препараты (5,6 %), продукты питания (4,3 %).
По данным Всемирного Банка на 2022 год ФРГ была на третьем месте по объёму импорта ($1,966 трлн, 6,5 % от мировой торговли) и экспорта ($2,050 трлн, 6,7 %) после США и Китая. Экспортируемая продукция известна во всем мире под маркой Made in Germany.

### Зарубежные инвестиции
Накопленные прямые зарубежные инвестиции в экономику Германии по состоянию на 2021 год составляли 1,05 трлн долларов, приток за 2021 год составил 46,5 млрд долларов. При этом Германия за этот же год инвестировала с другие страны 151,6 млрд долларов. Инвестиции в основном поступают из Люксембурга, Нидерландов, США, Швейцарии и Великобритании, главные секторы экономики, привлекающие вложение капитала — финансы и страхование, промышленное производство, торговля. Наибольший бизнес в Германии из зарубежных корпораций имеют Ford, General Motors, ExxonMobil, Sony, Toshiba и Total.
Сильными сторонами немецкой экономики являются расположение в центре Европы, политическая стабильность, развитая инфраструктура и промышленная база, квалифицированная рабочая сила. Слабые места: весьма высокие налоги, негибкое трудовое законодательство, зависимость от машиностроения как основной экспортной отрасли

## Розничная торговля и общепит
В сфере розничной торговли Германии доминируют сети супермаркетов и магазинов-дискаунтеров. Крупнейшими сетями по размеру выручки в 2021 году были Edeka (€62,7 млрд, 11 тыс. торговых точек), Schwarz Gruppe (сети Lidl и Kaufland, €48,4 млрд, 3900 магазинов), Rewe Group (€33,9 млрд, 6300 магазинов), Aldi (€30,4 млрд, 4190 магазинов), Ceconomy (сети магазинов электроники Media Markt и Saturn, €9,7 млрд, 405 магазинов), Dm-drogerie markt (€9 млрд, 2 тыс. магазинов), Rossmann (€7,4 млрд, 2 тыс. аптек), IKEA (немецкий филиал шведской группы, €5,3 млрд, 59 магазинов). На рынке торговли онлайн наибольшую долю имеют немецкий филиал Amazon (выручка €32,6 млрд) и Otto (выручка €10 млрд).
Среди сетей фаст-фуда наибольшей популярностью в Германии пользуется McDonald's (в 2021 году доля на рынке 30,4 %), далее следуют Burger King (16,2 %), Nordsee (12,3 %), Subway (9,8 %) и KFC (6,1 %).

## Туризм
В 2019 году оборот туристической отрасли составлял 58,4 млрд долларов (1,5 % ВВП), однако в 2020 и 2021 году он упал до около 22 млрд долларов. В 2021 году страну посетило 12 млн туристов (11-й показатель в мире). Наиболее популярными среди туристов являются города Берлин, Мюнхен, Гамбург, Кёльн, Франкфурт, Гейдельберг, Дрезден, Нюрнберг, а также горный массив Шварцвальд и замок Нойшванштайн.

## Игорный бизнес
Законодательство в отношении игорного бизнеса устанавливается на уровне земель, за исключением онлайн-казино, регистрация которых запрещена на федеральном уровне. В Германии работает около 50 казино, основной игорный центр — Берлин. Оборот легального игорного бизнеса в Германии в 2018 году составлял 14,2 млрд евро, нелегальный оценивался в 4—22 млрд евро. В отрасли работает около 200 тыс. человек.

## Занятость населения
В начале XXI века в Германии наблюдается высокий уровень безработицы и относительно низкие показатели роста экономики. Особенно остро проблема безработицы стоит в восточных землях. Поиск причин экономического упадка разделил общество на две части. Одни считают, что причиной экономического кризиса является обилие социальных выплат и их размеры. Другие винят в этом растущую разницу доходов среди населения, которая привела к снижению внутреннего спроса.
По состоянию на конец февраля 2005 года, согласно официальным данным, 5,216 млн граждан Германии (12,6 % экономически активного населения Германии) не имели постоянной работы. Это самый высокий показатель с начала 1930-х — тогда это стало одной из причин прихода к власти нацистов, хотя в то время в Германии не было никаких программ социальной помощи безработным.

## Доходы населения
С 1 января 2019 года минимальный размер оплаты труда в Германии составляет €9,19 в час (брутто). С 1 января 2020 года минимальный размер оплаты труда составляет €9,35 в час (брутто). По состоянию на четвёртый квартал 2017 года средний размер оплаты труда в Германии составляет €3771 (брутто) и €2315 (нетто) в месяц. В 2022 году минимальный размер оплаты труда поднимался несколько раз и остановился на €12 в час. По данным ОЭСР в 2024 году средний размер оплаты труда в Германии составлял €5274 (брутто) и €3300 (нетто) в месяц.

### Обеспеченное население
Основная статья: Список самых богатых немцев
По данным журнала Forbes на 2023 год Германия занимала 4-е место в мире по количеству миллиардеров (126, после США, Китая и Индии). Самым богатым немцем был Дитер Шварц, владелец компании Schwarz Gruppe, управляющей сетями супермаркетов Lidl и Kaufland (с капиталом 48 млрд долларов он занимал 27-е место в мире). Самой богатой женщиной Германии была Сусанна Клаттен, доля в автопроизводителе BMW (19 %) и другие активы сделали её 51-м самым богатым человеком мира с состоянием 23,4 млрд долларов.

## Регионы
В Германии, в силу исторически обусловленных причин, наблюдается неравномерное экономическое развитие в рамках территории страны. Интеграция и модернизация экономики востока Германии остаётся проблемой, требующей времени и больших финансовых затрат. Ежегодные вклады федерального правительства здесь составляют около 100 млрд долларов.
Региональное распределение крупнейших немецких корпораций:
- Северный Рейн-Вестфалия (E.ON, Bayer, Deutsche Telekom, Deutsche Post, Henkel, RWE, Evonik Industries, Lufthansa, ThyssenKrupp, Metro AG, REWE Group, Deutsche BP, Brenntag, Deutsche Annington Immobilien, GEA Group, Lanxess, IKB Deutsche Industriebank, DHL, Bertelsmann, Aldi, Tengelmann Group, OBI, Ergo Versicherungsgruppe, Vodafone Deutschland, T-Mobile, Dr. Oetker, Rethmann, Agravis Raiffeisen, Rheinmetall, Douglas Holding, Hochtief, Wincor Nixdorf, Klöckner & Co, TÜV Rheinland Group, Ford Deutschland, Johnson Controls Deutschland, Benteler, Hella, Miele, Claas, Bilfinger Power Systems, Stadtwerke Köln, Gerresheimer, Deutsche Postbank, WestLB, Generali Deutschland, Funke Mediengruppe, RAG AG, Grohe, Vaillant Group, Signal Iduna, Primondo, Peek & Cloppenburg, Karstadt, WILO, Altana, Moeller, WAGO, Edscha, Grünenthal, Xella, Haribo, Lekkerland, Apetito, M. DuMont Schauberg, Franz Haniel & Cie, KHS, Schäfer Gruppe, Gerry Weber, Melitta, Westnetz, E/D/E).
- Бавария (Allianz, BMW, Siemens, Munich Re, Linde, Adidas, Infineon Technologies, Nürnberger Versicherungsgruppe, ProSiebenSat.1 Media, BayWa, Osram, BSH Bosch und Siemens Hausgeräte, Nokia Deutschland, Microsoft Deutschland, Media Markt, Schaeffler Gruppe, Audi, Rhön-Klinikum, MAN, Leoni AG, Krones, Epcos, MTU Aero Engines, Rohde & Schwarz, Puma, GfK Group, Dachser, Knauf, Wacker Chemie, Stadtwerke München, Unify, KUKA Roboter, Webasto, Knorr-Bremse, Krauss-Maffei, Faber-Castell, Peri, Sellbytel Group, TÜV Süd, Heidenhain, Koenig & Bauer, Wacker Neuson, Kabel Deutschland).
- Баден-Вюртемберг (Mercedes-Benz Group, Bosch, Mahle, Schwarz Gruppe, Lidl, SAP, HeidelbergCement, Porsche Automobil Holding, EnBW, Südzucker, Wüstenrot & Württembergische, ZF Friedrichshafen AG, Behr, Mann+Hummel, Voith, Freudenberg Group, Würth Gruppe, Müller, Festo, Hugo Boss, Bilfinger, Heidelberger Druckmaschinen, Carl Zeiss, Celesio, Phoenix Pharmahandel, Dürr, SEW Eurodrive, Neoplan, EvoBus, Rolls-Royce Power Systems, Bertrandt, Kärcher, Stihl, Dekra, Landesbank Baden-Wuerttemberg, Ratiopharm, Gühring, Bechtle, Duravit, Maquet, Württembergische Metallwarenfabrik, Breuninger, Fischerwerke, Ziehl-Abegg, Hubert Burda Media).
- Нижняя Саксония (Volkswagen Group, Continental, Talanx, TUI, Salzgitter AG, Symrise, Enercon, New Yorker Group, Norddeutsche Landesbank, PHW-Gruppe, Hanomag, TÜV Nord, Meyer Werft, Nordzucker, Sartorius, Sennheiser, buw Holding, Oldenburgische Landesbank).
- Гессен (Deutsche Bank, Fresenius, Merck, M. Schilling GmbH Medical Products, Commerzbank, Deutsche Börse, K+S, Aareal Bank, Fraport, DVB Bank, T-Systems, B. Braun Melsungen, Deutsche Vermögensberatung, Kion Group, Heraeus Holding, DZ Bank, Opel, SGL Carbon, STADA Arzneimittel, Wella AG, Software AG, Radeberger Gruppe, Delton, DQS, Braun, Strabag Property and Facility Services, KfW, Helaba, Steigenberger Hotel Group, MEWA Textil, Leica Microsystems, Samson AG).
- Гамбург (Beiersdorf, Edeka, Otto Group, Aurubis, Bauer Media Group, Fielmann, Tchibo, Gruner + Jahr, Jungheinrich AG, Still, Körber, Hapag-Lloyd, Germanischer Lloyd, Tom Tailor, Engel & Völkers, Hamburg Süd, Be Printers Group, Hamburger Hochbahn, Argo Group, Hamburger Hafen und Logistik, Hauni Maschinenbau, HSH Nordbank).
- Берлин (Deutsche Bahn, Siemens, Bombardier Transportation, Axel Springer AG, NIEDAX, August Storck, Biotronik, IAV, GRG Services Group, Zalando, Atotech).
- Рейнланд-Пфальц (BASF, Boehringer Ingelheim, Schott AG, Lohmann & Rauscher).
- Шлезвиг-Гольштейн (Drägerwerk).
- Саар (Hydac, Villeroy & Boch, Hager, Globus Hypermarket Holding).
- Бремен (BLG Logistics Group[англ.], GC-Gruppe, Nordsee, Brunel, Eurogate, ArcelorMittal Bremen, Astrium Bremen, OHB-System, Nehlsen[англ.], Atlas Elektronik[англ.], swb AG[англ.], Röhlig Logistics[англ.], Lürssen Werft).
- Тюрингия (Jenoptik, Bauerfeind[англ.]).
- Мекленбург-Передняя Померания (AIDA Cruises, Nordex[англ.], Scandlines[англ.], Volkswerft Stralsund[англ.]).
- Бранденбург (Höffner[англ.], Flughafen Berlin Brandenburg[англ.]).

## Экономические показатели
| Год  | ВВП по ППС, млрд $ | ВВП на душу населения (ППС), тыс. $ | ВВП, номинал, млрд $ | Рост ВВП, % | Инфляция, % | Безработица, % | Госдолг, % от ВВП | Счёт текущих операций, % от ВВП |
| ---- | ------------------ | ----------------------------------- | -------------------- | ----------- | ----------- | -------------- | ----------------- | ------------------------------- |
| 1980 | 922                | 12,00                               | 857                  | 1,3 %       | 5,4 %       | 3,4 %          |                   | -1,8 %                          |
| 1981 | 1010               | 13,13                               | 721                  | 0,1         | 6,3 %       | 4,8 %          |                   | -0,7 %                          |
| 1982 | 1060               | 13,84                               | 696                  | -0,8 %      | 5,3 %       | 6,7 %          |                   | 0,9 %                           |
| 1983 | 1120               | 14,66                               | 694                  | 1,6 %       | 3,3 %       | 8,1 %          |                   | 0,7 %                           |
| 1984 | 1200               | 15,68                               | 654                  | 2,8 %       | 2,4 %       | 8,1 %          |                   | 1,4 %                           |
| 1985 | 1260               | 16,57                               | 663                  | 2,2 %       | 2,1 %       | 8,1 %          |                   | 2,7 %                           |
| 1986 | 1320               | 17,30                               | 948                  | 2,4 %       | -0,1 %      | 7,8 %          |                   | 4,0 %                           |
| 1987 | 1370               | 17,99                               | 1180                 | 1,5 %       | 0,2 %       | 7,8 %          |                   | 3,7 %                           |
| 1988 | 1470               | 19,20                               | 1270                 | 3,7 %       | 1,3 %       | 7,7 %          |                   | 4,3 %                           |
| 1989 | 1590               | 20,53                               | 1260                 | 3,9 %       | 2,8 %       | 6,8 %          |                   | 4,7 %                           |
| 1990 | 1740               | 22,09                               | 1600                 | 5,7 %       | 2,7 %       | 6,2 %          |                   | 3,1 %                           |
| 1991 | 1890               | 23,68                               | 1880                 | 5,0 %       | 3,5 %       | 5,5 %          | 39,5 %            | -1,4 %                          |
| 1992 | 1980               | 24,54                               | 2150                 | 1,9 %       | 5,0 %       | 6,6 %          | 41,9 %            | -1,2 %                          |
| 1993 | 2000               | 24,74                               | 2080                 | -1,0 %      | 4,5 %       | 7,8 %          | 45,5 %            | -1,0 %                          |
| 1994 | 2100               | 25,86                               | 2220                 | 2,4 %       | 2,7 %       | 8,4 %          | 47,9 %            | -1,5 %                          |
| 1995 | 2170               | 26,75                               | 2600                 | 1,5 %       | 1,7 %       | 8,2 %          | 55,3 %            | -1,2 %                          |
| 1996 | 2240               | 27,46                               | 2510                 | 0,8 %       | 1,3 %       | 8,9 %          | 58,1 %            | -0,7 %                          |
| 1997 | 2320               | 28,44                               | 2220                 | 1,8 %       | 1,5 %       | 9,7 %          | 59,2 %            | -0,5 %                          |
| 1998 | 2390               | 29,39                               | 2250                 | 2,0 %       | 0,6 %       | 9,4 %          | 59,8 %            | -0,7 %                          |
| 1999 | 2480               | 30,45                               | 2220                 | 1,9 %       | 0,6 %       | 8,6 %          | 60,3 %            | -1,4 %                          |
| 2000 | 2610               | 32,02                               | 1970                 | 2,9 %       | 1,4 %       | 8,0 %          | 59,2 %            | -1,8 %                          |
| 2001 | 2710               | 33,25                               | 1970                 | 1,6 %       | 1,9 %       | 7,8 %          | 58,1 %            | -0,4 %                          |
| 2002 | 2750               | 33,67                               | 2100                 | -0,2 %      | 1,3 %       | 8,6 %          | 59,8 %            | 1,9 %                           |
| 2003 | 2790               | 34,16                               | 2530                 | -0,5 %      | 1,1 %       | 9,7 %          | 63,3 %            | 1,4 %                           |
| 2004 | 2890               | 35,53                               | 2850                 | 1,2 %       | 1,8 %       | 10,3 %         | 65,0 %            | 4,5 %                           |
| 2005 | 3010               | 37,02                               | 2890                 | 0,9 %       | 1,9 %       | 11,0 %         | 67,1 %            | 4,7 %                           |
| 2006 | 3220               | 39,72                               | 3050                 | 3,9 %       | 1,8 %       | 10,0 %         | 66,4 %            | 5,8 %                           |
| 2007 | 3410               | 42,06                               | 3480                 | 2,9 %       | 2,3 %       | 8,5 %          | 63,7 %            | 6,9 %                           |
| 2008 | 3500               | 43,39                               | 3810                 | 0,9 %       | 2,8 %       | 7,4 %          | 65,2 %            | 5,7 %                           |
| 2009 | 3330               | 41,38                               | 3480                 | -5,5 %      | 0,2 %       | 7,2 %          | 72,3 %            | 5,8 %                           |
| 2010 | 3510               | 43,72                               | 3470                 | 4,1 %       | 1,1 %       | 6,6 %          | 81,0 %            | 5,7 %                           |
| 2011 | 3720               | 46,31                               | 3820                 | 3,8 %       | 2,5 %       | 5,5 %          | 78,5 %            | 6,3 %                           |
| 2012 | 3800               | 47,31                               | 3600                 | 0,5 %       | 2,2 %       | 5,1 %          | 79,8 %            | 7,2 %                           |
| 2013 | 3880               | 48,16                               | 3810                 | 0,4 %       | 1,6 %       | 5,0 %          | 77,4 %            | 6,7 %                           |
| 2014 | 4040               | 49,86                               | 3970                 | 2,2 %       | 0,8 %       | 4,7 %          | 74,5 %            | 7,2 %                           |
| 2015 | 4140               | 50,71                               | 3420                 | 1,7 %       | 0,7 %       | 4,4 %          | 71,2 %            | 8,1 %                           |
| 2016 | 4280               | 51,95                               | 3540                 | 2,3 %       | 0,4 %       | 3,9 %          | 68,3 %            | 8,9 %                           |
| 2017 | 4470               | 54,11                               | 3760                 | 2,7 %       | 1,7 %       | 3,6 %          | 64,0 %            | 8,1 %                           |
| 2018 | 4670               | 56,27                               | 4050                 | 1,1 %       | 1,9 %       | 3,2 %          | 60,8 %            | 8,4 %                           |
| 2019 | 4920               | 59,27                               | 3960                 | 1,0 %       | 1,4 %       | 3,0 %          | 58,7 %            | 7,9 %                           |
| 2020 | 4880               | 58,69                               | 3940                 | -4,1 %      | 0,4 %       | 3,6 %          | 68,0 %            | 6,3 %                           |
| 2021 | 5240               | 62,95                               | 4350                 | 3,7 %       | 3,2 %       | 3,6 %          | 68,1 %            | 6,9 %                           |
| 2022 | 5690               | 67,87                               | 4170                 | 1,4 %       | 8,7 %       | 3,1 %          | 65,0 %            | 3,8 %                           |
| 2023 | 5880               | 69,53                               | 4530                 | -0,3 %      | 6,0 %       | 3,0 %          | 62,9 %            | 5,6 %                           |
| 2024 | 6000               | 70,88                               | 4660                 | -0,2 %      | 2,5 %       | 3,4 %          | 63,9 %            | 5,7 %                           |